# ワ州

ワ州
Meung Vax
佤邦

地域の標語：なし
地域の歌：我ワ州を愛す
ワ語: Aux muih Meung Vax
中国語: 我爱佤邦

ワ州（ワしゅう、英語: Wa State, 中国語: 佤邦, ワ語: Meung Vax）はミャンマーのシャン州にある自治区である。ミャンマー政府による呼称はシャン州第二特区。東面と北面は中華人民共和国雲南省と接する。いわゆる「黄金の三角地帯」の中核をなし、かつてはアヘン製造を主要産業としていた。首府はパンサン。パオ・ユーチャン（鮑有祥）を最高司令官とするワ州連合軍に支配されており、ミャンマー中央政府の実効支配が及んでいない。

## ワ州の麻薬
いつからワ丘陵地帯で大規模なケシ栽培が始まったのか、はっきりしたことはわかっていないが、『アヘン王国潜入記』という著作もある高野秀行は、「ワ族はおそらく19世紀後半にアヘンを生産し始めた」としている。また人類学者のマグナス・フィスケショ（Magnus Fiskesjo）は、清国当局が19世紀中期から後半にかけてアヘン禁止令を強化しようとしたため、「山岳地帯やその他のアクセス困難な地域での生産がさらに拡大した」と述べており、ワ丘陵地帯もその対象になったと考えられる。
1886年にイギリスの植民地になると、徐々にケシ栽培・アヘン生産に対する規制が厳しくなり、1878年に最初のアヘン法が制定された。これは1909年に改正され、1910年に施行され、1938年のアヘン規則によって補足され、1923年にシャン州特別アヘン令が公布され、少なくとも理論上はシャン州でのケシ栽培が禁止されたが、ワ丘陵地帯やコーカン地域のように他に換金作物のない痩せた土地の地域は除外され、この時期にもワ丘陵地帯ではケシ栽培・アヘン生産が続けれらた。
その後、ワ地域は1950年代に一時的に中国国民党と中国共産党の支配下に入り、1969年10月以降は、ビルマ共産党の支配下に入った。ビルマ共産党は当初、ケシ栽培・アヘン生産には抑制的だったが、1970年代後半に中国からの支援が減少すると、資金源を確保するためにケシ栽培・アヘン生産に大々的に乗り出し、ワ地域でも盛んになった。

そして1989年にビルマ共産党が崩壊して、ワ州連合軍（UWSA）がこの地を支配するようになると、ケシ栽培・アヘン生産は爆発的に増加し、1990年代半ばからはメタンフェタミンの生産にも乗り出した。